# Derecho territorial
El Derecho territorial es una rama del Derecho constitucional, que estudia los derechos soberanos que ejerce el Estado sobre su territorio, que comprende básicamente: la superficie terrestre, el espacio marítimo y el espacio aéreo.

## Objetivo
El Derecho territorial tiene como objetivo de estudio los diversos aspectos legales que conciernen al Estado respecto a su territorio, normas jurídicas de Derecho interno, que en muchos casos se encuentran sujetas a normas de Derecho internacional.

## Contenido
El Derecho territorial tiene como marco legal, en primera instancia, lo establecido en la Constitución y luego en la leyes y ordenanzas, tanto nacionales como locales, destinadas al ordenamiento y organización del territorio sobre el cual el Estado ejerce su poderío y soberanía.

## Territorio
El territorio como concepto político, se define como el espacio geográfico delimitado en el que se encuentra asentada la población. Dentro de esta concepción, es componente esencial e indispensable para la conformación de un Estado, puesto que sin un territorio que gobernar, no existiría.

### Elementos constitutivos
El territorio de un Estado está compuesto por:
- La superficie terrestre, que incluye el subsuelo, y las aguas y los lechos de los ríos y lagos nacionales (o cualquier espacio acuoso que se encuentre dentro de los límites del territorio propiamente dicho).
- El espacio marítimo, que abarca las aguas interiores, el mar territorial, la zona contigua, la zona económica exclusiva, y el lecho y subsuelo de las áreas submarinas (plataforma continental).
- El espacio aéreo, que comprende la porción de atmósfera terrestre, tanto sobre la superficie terrestre como sobre el espacio marítimo, que integran el territorio nacional.

Dentro del espacio marítimo, también se consideran las aguas archipelágicas cuando el Estado posee territorio insular, o en el caso de tratarse de un País insular o Estado archipelágico, cuya soberanía se extiende: a las aguas encerradas por las líneas de base archipelágicas y al espacio aéreo que se extiende sobre ellas, a su lecho y subsuelo, y a sus recursos.

### Organización
El territorio de un Estado suele estar dividido en diversos ámbitos territoriales, los cuales, a su turno, se subdividen en otros ámbitos y así sucesivamente, en varios niveles de organización territorial. Cada Estado soberano tiene su propia terminología en cuanto a los términos utilizados para las entidades de los distintos niveles, la cantidad de los mismos, y las potestades jurídico - políticas de cada entidad en cada uno de los niveles.
A modo de ejemplo, Argentina se articula en 23 provincias (y una ciudad autónoma: Ciudad Autónoma de Buenos Aires, diferente institucionalmente de la provincia del mismo nombre), cada una subdividida en departamentos (excepto la provincia de Buenos Aires, donde se denominan 'partidos'); sin embargo, en Bolivia se invierten los términos de cada nivel, correspondiendo los Departamentos al primer nivel subnacional, los cuales se subdividen en provincias; en España, las provincias se estructuran voluntariamente en Comunidades Autónomas (mediante mecanismos que permiten la participación de las provincias en la constitución de dichas comunidades), pero en Francia, los departamentos (el nivel equivalente a las provincias españolas) son agrupados en Regiones por el poder central, sin intervención de los propios departamentos.
Las funciones y los métodos para designar las autoridades resultan, por lo tanto, sumamente variables, dependiendo si el Estado soberano es un estado federal, unitario o algunos tipos intermedios.

### Función
El Estado para realizar su misión y sus fines, tiene la necesidad de un territorio, es decir, de una porción determinada del suelo que le proporcione los medios necesarios para satisfacer las necesidades de su población. El Estado que pierde su territorio desaparece, pues ya no cuenta con un espacio físico donde hacer valer su poder.